# Furina
Furina – rodzaj jadowitych węży z rodziny zdradnicowatych (Elapidae).

## Zasięg występowania
Rodzaj obejmuje gatunki występujące w Indonezji, Papui-Nowej Gwinei i Australii. 

## Systematyka

### Etymologia
- Brachysoma: gr. βραχυς brakhus „krótki”[9]; σωμα sōma, σωματος sōmatos „ciało”[10]. Gatunek typowy: Calamaria diadema Schlegel, 1837.
- Furina: w mitologii rzymskiej Furrina lub Furina była boginią najprawdopodobniej związaną z wodą[11].
- Glyphodon: gr. γλυφω gluphō „rzeźbić, grawerować”[12]; οδους odous, οδοντος odontos „ząb”[13]. Gatunek typowy: Glyphodon tristis Günther, 1858.
- Mainophis: Maino, naczelnik wioski w Prowincji Zachodniej w Papui-Nowej Gwinei podczas ekspedycji Macleaya w 1875 roku[5]; οφις ophis, οφεως opheōs „wąż”[14]. Gatunek typowy: Mainophis robusta Macleay, 1877 (= Glyphodon tristis Günther, 1858).
- Lunelaps: łac. luna „księżyc”; elaps „wąż”, od gr. ελλοψ ellops, ελλοπος ellopos (także ελοψ elops, ελοπος elopos) „rodzaj jakiegoś węża”[6]. Gatunek typowy: Pseudelaps christieanus Fry, 1915 (= Elaps ornatus J.E. Gray, 1842).

### Podział systematyczny
Do rodzaju należą następujące gatunki:
- Furina barnardi (Kinghorn(inne języki), 1939)
- Furina diadema (Schlegel, 1837)
- Furina dunmalli (Worrell, 1955)
- Furina ornata (J.E. Gray, 1842)
- Furina tristis (Günther, 1858)